# Tōbu Isesaki

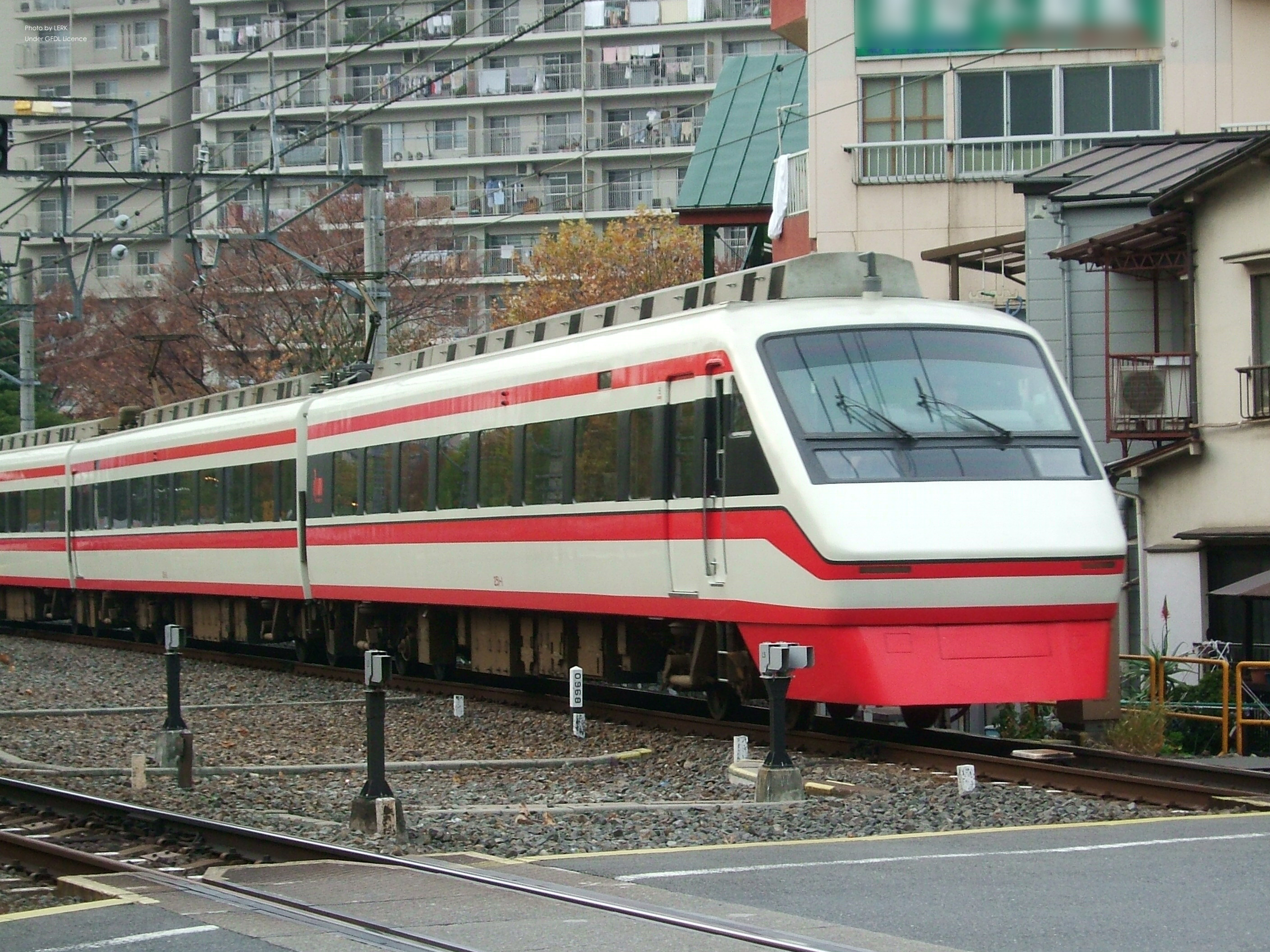
Tōbu Isesaki vía férrea

Isesaki (伊勢崎線 Isesaki-sen) es una línea de ferrocarril de Japón, propiedad de Tōbu Railway, que se extiende desde la Estación de Asakusa en Tokio hasta Isesaki. Tiene una longitud de 114,5 km. Algunos de los trenes de la línea también se utilizan en las Líneas Hibiya y Hanzomon del metro de Tokio.

## Estaciones
| Estación          | Distancia de Asakusa | Recorrido | Localización | Localización |
| ----------------- | -------------------- | --- | ------------ | ------------ |
| Asakusa           | 0,0                  | Tokyo Metro :Ginza Line Tokyo Metropolitan Bureau of Transportation : Asakusa Line                                                          | Taito        | Tokio        |
| Narihirabashi     | 1,1                  | | Sumida       | Tokio        |
| Oshiage           | 1,1                  | Keisei Electric Railway : Oshiage Line Tokyo Metro : Hanzomon Line Though trains Tokyo Metropolitan Bureau of Transportation : Asakusa Line | Sumida       | Tokio        |
| Hikifune          | 2,4                  | Tōbu Railway : Kameido Line | Sumida       | Tokio        |
| Higashi-mukojima  | 3,2                  | | Sumida       | Tokio        |
| Kanegefuch        | 4,2                  | | Sumida       | Tokio        |
| Horikiri          | 5,3                  | | Adachi       | Tokio        |
| Ushida            | 6,0                  | Keisei Main Line (Estación de Keisei Sekiya )                                                                                               | Adachi       | Tokio        |
| Kita-senju        | 7,1                  | JR East : Jōban Line Tokyo Metro : Chiyoda Line, Hibiya Line through trains Metropolitan Intercith Railway : Tsukuba Express                | Adachi       | Tokio        |
| Kosuge            | 8,2                  | | Adachi       | Tokio        |
| Gotanno           | 9,3                  | | Adachi       | Tokio        |
| Umejima           | 10,5                 | | Adachi       | Tokio        |
| Nishiarai         | 11,3                 | Tōbu : Daishi Line | Adachi       | Tokio        |
| Takenotsuka       | 13,4                 | | Adachi       | Tokio        |
| Yatsuka           | 15,9                 | | Soka         | Saitama      |
| Soka              | 17,5                 | | Soka         | Saitama      |
| Matsubara-danchi  | 19,2                 | | Soka         | Saitama      |
| Shinden           | 20,5                 | | Soka         | Saitama      |
| Gamo              | 21,9                 | | Koshigaya    | Saitama      |
| Shin-koshigaya    | 22,9                 | JR East : Musashino Line (Minami-koshigaya Station)                                                                                         | Koshigaya    | Saitama      |
| Koshigaya         | 24,4                 | | Koshigaya    | Saitama      |
| Kita-koshigaya    | 26,0                 | | Koshigaya    | Saitama      |
| Obukuro           | 28,5                 | | Koshigaya    | Saitama      |
| Sengendai         | 29,8                 | | Koshigaya    | Saitama      |
| Takesato          | 31,1                 | | Kasukabe     | Saitama      |
| Ichinowari        | 33,0                 | | Kasukabe     | Saitama      |
| Kasukabe          | 35,3                 | Tōbu : Noda Line | Kasukabe     | Saitama      |
| Kita-kasukabe     | 36,8                 | | Kasukabe     | Saitama      |
| Himemiya          | 38,4                 | | Miyashiro    | Saitama      |
| Tōbu Dōbutsu Kōen | 41,0                 | Tobu : Nikkō Line. A part of Hanzomon Line through trains bounds for Tobu Nikkō Line, Hibiya Line through train terminus                    | Miyashiro    | Saitama      |
| Wado              | 43,9                 | | Miyashiro    | Saitama      |
| Kuki              | 47,7                 | Terminus de Hanzomon Line JR East : Tōhoku Main Line                                                                                        | Kuki         | Saitama      |
| Washinomiya       | 52,1                 | | Washimiya    | Saitama      |
| Hanasaki          | 54,8                 | | Kazo         | Saitama      |
| Kazo              | 58,5                 | | Kazo         | Saitama      |
| Minami-Hanyu      | 63,1                 | | Hanyu        | Saitama      |
| Hanyu             | 66,2                 | Chichibu Railway : Chichibu Main Line | Hanyu        | Saitama      |
| Kawamata          | 70,5                 | | Meiwa        | Gunma        |
| Morinji-mae       | 72,4                 | | Tatebayashi  | Gunma        |
| Tatebayashi       | 74,6                 | Tobu : Sano Line, Koizumi Line | Tatebayashi  | Gunma        |
| Tatara            | 78,6                 | | Tatebayashi  | Gunma        |
| Agata             | 81,8                 | | Ashikaga     | Tochigi      |
| Fukui             | 83,9                 | | Ashikaga     | Tochigi      |
| Tobu-Izumi        | 85,1                 | | Ashikaga     | Tochigi      |
| Ashikagashi       | 86,8                 | | Ashikaga     | Tochigi      |
| Yashu-Yamabe      | 88,5                 | | Ashikaga     | Tochigi      |
| Niragawa          | 91,8                 | | Ōta          | Gunma        |
| Ota               | 94,7                 | Tōbu : Koizumi Line, Kiryū Line | Ōta          | Gunma        |
| Hosoya            | 97,8                 | | Ōta          | Gunma        |
| Kizaki            | 101,2                | | Ōta          | Gunma        |
| Serada            | 104,1                | | Ōta          | Gunma        |
| Sakaimachi        | 106,3                | | Isesaki      | Gunma        |
| Goshi             | 110,0                | | Isesaki      | Gunma        |
| Shin-Isesaki      | 113,3                | | Isesaki      | Gunma        |
| Isesaki           | 114,5                | JR East : Ryōmō Line | Isesaki      | Gunma        |

- Datos: Q906598
- Multimedia: Tōbu Isesaki Line / Q906598